# Campeonato Ecuatoriano de Fútbol 1989
El Campeonato Ecuatoriano de Fútbol 1989, conocido oficialmente como «Campeonato Nacional de Fútbol 1989», fue la 31.ª edición del Campeonato nacional de fútbol profesional de la Serie A en Ecuador. El torneo fue organizado por la Federación Ecuatoriana de Fútbol.
Barcelona se coronó campeón por décima vez en su historia.

## Sistema de juego
Volvió a cambiar el esquema de disputa del torneo; su Serie A tuvo 12 clubes; la Serie B, 8 clubes; se jugó en 22 fechas, bajo la modalidad de sistema de todos contra todos. En la Serie A, los 4 primeros ganaron su derecho a jugar el hexagonal final en la tercera etapa (fueron bonificados con un punto el primero y segundo, y con 0,5 el tercero y cuarto); el último descendió a la Serie B, automáticamente. Asimismo, el décimo y undécimo llegaron al cuadrangular del no descenso con menor puntaje de 0,5.
La segunda etapa se jugó con los 11 equipos de la primera etapa de la Serie A más el ascendido desde la Serie B, divididos en 2 grupos de 6 equipos. De cada uno, ganaron su derecho a participar el hexagonal únicamente los ganadores, que también fueron bonificados con 0,5. Los 2 últimos puntuaron de forma negativa para el cuadrangular del no descenso, que disputó con 4 equipos; descendió el peor ubicado.
Al mismo tiempo, se jugó la etapa final por el título, en un hexagonal.

## Primera etapa

### Relevo anual de clubes
| de la Serie A          |
| ---------------------- |
| Universidad Católica   |
| Esmeraldas Petrolero   |
| Deportivo Quevedo      |
| Juventus               |
| River Plate (Riobamba) |

| Pos. | de la Primera División |
| ---- | ---------------------- |
| 18º  | América de Quito       |

### Datos de los clubes
| Equipo                | Ciudad              | Provincia  |
| --------------------- | ------------------- | ---------- |
| Aucas                 | Quito               | Pichincha  |
| Audaz Octubrino       | Machala             | El Oro     |
| Barcelona             | Guayaquil           | Guayas     |
| Deportivo Cuenca      | Cuenca              | Azuay      |
| Deportivo Quito       | Quito               | Pichincha  |
| El Nacional           | Quito               | Pichincha  |
| Emelec                | Guayaquil           | Guayas     |
| Filanbanco            | Guayaquil / Milagro | Guayas     |
| Liga de Portoviejo    | Portoviejo          | Manabí     |
| Liga de Quito         | Quito               | Pichincha  |
| Macará                | Ambato              | Tungurahua |
| Técnico Universitario | Ambato              | Tungurahua |

### Equipos por ubicación geográfica
| Provincia  | N.º | Equipos                                                 |
| ---------- | --- | ------------------------------------------------------- |
| Pichincha  | 4   | - Aucas - Deportivo Quito - El Nacional - Liga de Quito |
| Guayas     | 3   | - Barcelona - Emelec - Filanbanco                       |
| Tungurahua | 2   | - Macará - Técnico Universitario                        |
| Azuay      | 1   | - Deportivo Cuenca                                      |
| El Oro     | 1   | - Audaz Octubrino                                       |
| Manabí     | 1   | - Liga de Portoviejo                                    |

| Liga de Portoviejo Audaz Octubrino Barcelona Emelec Filanbanco Liga de Quito El Nacional Deportivo Quito Aucas Deportivo Cuenca Macará Técnico Universitario |

### Partidos y resultados
| Fecha 1       | Fecha 1               | Fecha 1   | Fecha 1          |
| Fecha         | Equipo Local          | Resultado | Equipo Visitante |
| ------------- | --------------------- | --------- | ---------------- |
| 12 de febrero | Liga de Quito         | 3 - 1     | El Nacional      |
| 12 de febrero | Deportivo Cuenca      | 2 - 0     | Audaz Octubrino  |
| 12 de febrero | Técnico Universitario | 0 - 1     | Filanbanco       |
| 12 de febrero | Liga de Portoviejo    | 0 - 1     | Barcelona        |
| 15 de febrero | Emelec                | 1 - 0     | Macará           |
| 15 de febrero | Deportivo Quito       | 1 - 2     | Aucas            |

| Fecha 2       | Fecha 2         | Fecha 2   | Fecha 2               |
| Fecha         | Equipo Local    | Resultado | Equipo Visitante      |
| ------------- | --------------- | --------- | --------------------- |
| 19 de febrero | Deportivo Quito | 4 - 0     | Liga de Portoviejo    |
| 19 de febrero | El Nacional     | 1 - 0     | Técnico Universitario |
| 19 de febrero | Macará          | 0 - 0     | Liga de Quito         |
| 19 de febrero | Audaz Octubrino | 2 - 2     | Emelec                |
| 19 de febrero | Filanbanco      | 4 - 0     | Deportivo Cuenca      |
| 19 de febrero | Barcelona       | 3 - 0     | Aucas                 |

| Fecha 3       | Fecha 3               | Fecha 3   | Fecha 3          |
| Fecha         | Equipo Local          | Resultado | Equipo Visitante |
| ------------- | --------------------- | --------- | ---------------- |
| 25 de febrero | Técnico Universitario | 2 - 2     | Audaz Octubrino  |
| 25 de febrero | Emelec                | 2 - 1     | Deportivo Quito  |
| 26 de febrero | Aucas                 | 2 - 1     | Filanbanco       |
| 26 de febrero | Liga de Quito         | 1 - 1     | Barcelona        |
| 26 de febrero | Deportivo Cuenca      | 1 - 1     | El Nacional      |
| 26 de febrero | Liga de Portoviejo    | 1 - 0     | Macará           |

| Fecha 4    | Fecha 4         | Fecha 4   | Fecha 4               |
| Fecha      | Equipo Local    | Resultado | Equipo Visitante      |
| ---------- | --------------- | --------- | --------------------- |
| 5 de marzo | Deportivo Quito | 3 - 2     | Deportivo Cuenca      |
| 5 de marzo | El Nacional     | 5 - 0     | Emelec                |
| 5 de marzo | Macará          | 2 - 0     | Aucas                 |
| 5 de marzo | Audaz Octubrino | 1 - 1     | Liga de Quito         |
| 5 de marzo | Filanbanco      | 3 - 1     | Liga de Portoviejo    |
| 5 de marzo | Barcelona       | 0 - 0     | Técnico Universitario |

| Fecha 5     | Fecha 5            | Fecha 5   | Fecha 5               |
| Fecha       | Equipo Local       | Resultado | Equipo Visitante      |
| ----------- | ------------------ | --------- | --------------------- |
| 11 de marzo | Liga de Portoviejo | 1 - 0     | Audaz Octubrino       |
| 12 de marzo | Liga de Quito      | 1 - 0     | Filanbanco            |
| 12 de marzo | Deportivo Cuenca   | 0 - 2     | Barcelona             |
| 12 de marzo | Macará             | 1 - 1     | Técnico Universitario |
| 12 de marzo | Emelec             | 2 - 2     | Aucas                 |
| 29 de marzo | Deportivo Quito    | 2 - 1     | El Nacional           |

| Fecha 6     | Fecha 6         | Fecha 6   | Fecha 6               |
| Fecha       | Equipo Local    | Resultado | Equipo Visitante      |
| ----------- | --------------- | --------- | --------------------- |
| 19 de marzo | Liga de Quito   | 2 - 0     | Liga de Portoviejo    |
| 19 de marzo | Aucas           | 1 - 0     | Técnico Universitario |
| 19 de marzo | Macará          | 1 - 0     | Deportivo Cuenca      |
| 19 de marzo | Barcelona       | 4 - 1     | El Nacional           |
| 19 de marzo | Emelec          | 1 - 0     | Filanbanco            |
| 31 de mayo  | Audaz Octubrino | 0 - 0     | Deportivo Quito       |

| Fecha 7      | Fecha 7               | Fecha 7   | Fecha 7          |
| Fecha        | Equipo Local          | Resultado | Equipo Visitante |
| ------------ | --------------------- | --------- | ---------------- |
| 26 de agosto | Deportivo Quito       | 1 - 1     | Macará           |
| 26 de agosto | El Nacional           | 4 - 1     | Filanbanco       |
| 26 de agosto | Deportivo Cuenca      | 3 - 1     | Liga de Quito    |
| 26 de agosto | Liga de Portoviejo    | 1 - 1     | Aucas            |
| 26 de agosto | Barcelona             | 2 - 2     | Audaz Octubrino  |
| 31 de mayo   | Técnico Universitario | 1 - 1     | Emelec           |

| Fecha 8    | Fecha 8         | Fecha 8   | Fecha 8               |
| Fecha      | Equipo Local    | Resultado | Equipo Visitante      |
| ---------- | --------------- | --------- | --------------------- |
| 2 de abril | Liga de Quito   | 0 - 1     | Técnico Universitario |
| 2 de abril | Aucas           | 0 - 1     | Deportivo Cuenca      |
| 2 de abril | Macará          | 0 - 0     | Barcelona             |
| 2 de abril | Audaz Octubrino | 0 - 1     | El Nacional           |
| 2 de abril | Filanbanco      | 0 - 1     | Deportivo Quito       |
| 7 de junio | Emelec          | 3 - 0     | Liga de Portoviejo    |

| Fecha 9    | Fecha 9               | Fecha 9   | Fecha 9          |
| Fecha      | Equipo Local          | Resultado | Equipo Visitante |
| ---------- | --------------------- | --------- | ---------------- |
| 8 de abril | Liga de Portoviejo    | 3 - 0     | Deportivo Cuenca |
| 9 de abril | El Nacional           | 2 - 1     | Macará           |
| 9 de abril | Liga de Quito         | 8 - 0     | Aucas            |
| 9 de abril | Filanbanco            | 1 - 1     | Audaz Octubrino  |
| 9 de abril | Barcelona             | 2 - 1     | Emelec           |
| 2 de junio | Técnico Universitario | 0 - 2     | Deportivo Quito  |

| Fecha 10    | Fecha 10              | Fecha 10  | Fecha 10           |
| Fecha       | Equipo Local          | Resultado | Equipo Visitante   |
| ----------- | --------------------- | --------- | ------------------ |
| 15 de abril | Deportivo Cuenca      | 0 - 1     | Emelec             |
| 16 de abril | Aucas                 | 0 - 2     | El Nacional        |
| 16 de abril | Deportivo Quito       | 1 - 1     | Liga de Quito      |
| 16 de abril | Técnico Universitario | 3 - 3     | Liga de Portoviejo |
| 16 de abril | Audaz Octubrino       | 4 - 0     | Macará             |
| 16 de abril | Filanbanco            | 0 - 3     | Barcelona          |

| Fecha 11    | Fecha 11           | Fecha 11  | Fecha 11              |
| Fecha       | Equipo Local       | Resultado | Equipo Visitante      |
| ----------- | ------------------ | --------- | --------------------- |
| 19 de abril | Macará             | 1 - 0     | Filanbanco            |
| 19 de abril | Aucas              | 2 - 0     | Audaz Octubrino       |
| 19 de abril | Liga de Portoviejo | 0 - 3     | El Nacional           |
| 19 de abril | Deportivo Quito    | 0 - 0     | Barcelona             |
| 19 de abril | Deportivo Cuenca   | 1 - 0     | Técnico Universitario |
| 19 de abril | Emelec             | 2 - 0     | Liga de Quito         |

| Fecha 12    | Fecha 12        | Fecha 12  | Fecha 12              |
| Fecha       | Equipo Local    | Resultado | Equipo Visitante      |
| ----------- | --------------- | --------- | --------------------- |
| 23 de abril | Aucas           | 1 - 0     | Deportivo Quito       |
| 23 de abril | El Nacional     | 1 - 1     | Liga de Quito         |
| 23 de abril | Macará          | 1 - 1     | Emelec                |
| 23 de abril | Audaz Octubrino | 2 - 2     | Deportivo Cuenca      |
| 23 de abril | Filanbanco      | 5 - 2     | Técnico Universitario |
| 23 de abril | Barcelona       | 2 - 1     | Liga de Portoviejo    |

| Fecha 13    | Fecha 13              | Fecha 13  | Fecha 13         |
| Fecha       | Equipo Local          | Resultado | Equipo Visitante |
| ----------- | --------------------- | --------- | ---------------- |
| 26 de abril | Técnico Universitario | 1 - 0     | El Nacional      |
| 26 de abril | Liga de Quito         | 1 - 0     | Macará           |
| 26 de abril | Liga de Portoviejo    | 1 - 0     | Deportivo Quito  |
| 26 de abril | Aucas                 | 0 - 0     | Barcelona        |
| 26 de abril | Deportivo Cuenca      | 1 - 1     | Filanbanco       |
| 26 de abril | Emelec                | 3 - 1     | Audaz Octubrino  |

| Fecha 14    | Fecha 14        | Fecha 14  | Fecha 14              |
| Fecha       | Equipo Local    | Resultado | Equipo Visitante      |
| ----------- | --------------- | --------- | --------------------- |
| 30 de abril | El Nacional     | 2 - 1     | Deportivo Cuenca      |
| 30 de abril | Deportivo Quito | 1 - 0     | Emelec                |
| 30 de abril | Macará          | 2 - 0     | Liga de Portoviejo    |
| 30 de abril | Audaz Octubrino | 2 - 1     | Técnico Universitario |
| 30 de abril | Filanbanco      | 1 - 0     | Aucas                 |
| 30 de abril | Barcelona       | 4 - 1     | Liga de Quito         |

| Fecha 15  | Fecha 15              | Fecha 15  | Fecha 15         |
| Fecha     | Equipo Local          | Resultado | Equipo Visitante |
| --------- | --------------------- | --------- | ---------------- |
| 6 de mayo | Liga de Portoviejo    | 1 - 1     | Filanbanco       |
| 7 de mayo | Aucas                 | 1 - 1     | Macará           |
| 7 de mayo | Técnico Universitario | 2 - 1     | Barcelona        |
| 7 de mayo | Liga de Quito         | 1 - 0     | Audaz Octubrino  |
| 7 de mayo | Deportivo Cuenca      | 1 - 0     | Deportivo Quito  |
| 7 de mayo | Emelec                | 1 - 0     | El Nacional      |

| Fecha 16   | Fecha 16              | Fecha 16  | Fecha 16           |
| Fecha      | Equipo Local          | Resultado | Equipo Visitante   |
| ---------- | --------------------- | --------- | ------------------ |
| 10 de mayo | Técnico Universitario | 2 - 0     | Macará             |
| 10 de mayo | Aucas                 | 0 - 0     | Emelec             |
| 10 de mayo | El Nacional           | 2 - 0     | Deportivo Quito    |
| 10 de mayo | Filanbanco            | 2 - 2     | Liga de Quito      |
| 10 de mayo | Audaz Octubrino       | 1 - 1     | Liga de Portoviejo |
| 10 de mayo | Barcelona             | 1 - 0     | Deportivo Cuenca   |

| Fecha 17   | Fecha 17              | Fecha 17  | Fecha 17         |
| Fecha      | Equipo Local          | Resultado | Equipo Visitante |
| ---------- | --------------------- | --------- | ---------------- |
| 13 de mayo | El Nacional           | 2 - 0     | Barcelona        |
| 13 de mayo | Deportivo Quito       | 2 - 0     | Audaz Octubrino  |
| 13 de mayo | Técnico Universitario | 1 - 1     | Aucas            |
| 13 de mayo | Filanbanco            | 1 - 0     | Emelec           |
| 14 de mayo | Liga de Portoviejo    | 2 - 1     | Liga de Quito    |
| 14 de mayo | Deportivo Cuenca      | 2 - 2     | Macará           |

| Fecha 18   | Fecha 18        | Fecha 18  | Fecha 18              |
| Fecha      | Equipo Local    | Resultado | Equipo Visitante      |
| ---------- | --------------- | --------- | --------------------- |
| 16 de mayo | Filanbanco      | 1 - 2     | El Nacional           |
| 17 de mayo | Audaz Octubrino | 3 - 2     | Barcelona             |
| 17 de mayo | Macará          | 1 - 0     | Deportivo Quito       |
| 17 de mayo | Aucas           | 2 - 1     | Liga de Portoviejo    |
| 17 de mayo | Liga de Quito   | 2 - 3     | Deportivo Cuenca      |
| 17 de mayo | Emelec          | 1 - 2     | Técnico Universitario |

| Fecha 19   | Fecha 19              | Fecha 19  | Fecha 19         |
| Fecha      | Equipo Local          | Resultado | Equipo Visitante |
| ---------- | --------------------- | --------- | ---------------- |
| 20 de mayo | Técnico Universitario | 0 - 3     | Liga de Quito    |
| 21 de mayo | El Nacional           | 3 - 2     | Audaz Octubrino  |
| 21 de mayo | Deportivo Quito       | 5 - 1     | Filanbanco       |
| 21 de mayo | Deportivo Cuenca      | 1 - 2     | Aucas            |
| 21 de mayo | Liga de Portoviejo    | 0 - 0     | Emelec           |
| 21 de mayo | Barcelona             | 1 - 1     | Macará           |

| Fecha 20   | Fecha 20         | Fecha 20  | Fecha 20              |
| Fecha      | Equipo Local     | Resultado | Equipo Visitante      |
| ---------- | ---------------- | --------- | --------------------- |
| 27 de mayo | Deportivo Quito  | 1 - 0     | Técnico Universitario |
| 27 de mayo | Aucas            | 1 - 1     | Liga de Quito         |
| 27 de mayo | Deportivo Cuenca | 0 - 0     | Liga de Portoviejo    |
| 28 de mayo | Macará           | 3 - 1     | El Nacional           |
| 28 de mayo | Audaz Octubrino  | 0 - 3     | Filanbanco            |
| 28 de mayo | Emelec           | 0 - 0     | Barcelona             |

| Fecha 21   | Fecha 21           | Fecha 21  | Fecha 21              |
| Fecha      | Equipo Local       | Resultado | Equipo Visitante      |
| ---------- | ------------------ | --------- | --------------------- |
| 4 de junio | Liga de Portoviejo | 1 - 0     | Técnico Universitario |
| 4 de junio | Macará             | 2 - 1     | Audaz Octubrino       |
| 4 de junio | Liga de Quito      | 0 - 1     | Deportivo Quito       |
| 4 de junio | Emelec             | 2 - 2     | Deportivo Cuenca      |
| 4 de junio | Barcelona          | 1 - 1     | Filanbanco            |
| 4 de junio | El Nacional        | 3 - 2     | Aucas                 |

| Fecha 22    | Fecha 22              | Fecha 22  | Fecha 22           |
| Fecha       | Equipo Local          | Resultado | Equipo Visitante   |
| ----------- | --------------------- | --------- | ------------------ |
| 10 de junio | Filanbanco            | 3 - 4     | Macará             |
| 10 de junio | Barcelona             | 0 - 0     | Deportivo Quito    |
| 10 de junio | Liga de Quito         | 1 - 3     | Emelec             |
| 10 de junio | El Nacional           | 2 - 1     | Liga de Portoviejo |
| 11 de junio | Audaz Octubrino       | 1 - 2     | Aucas              |
| 11 de junio | Técnico Universitario | 1 - 1     | Deportivo Cuenca   |

### Tabla de posiciones
|  |  |     | Equipo                | PJ | PG | PE | PP | GF | GC | DG  | PTS | PB/PP |
|  |  | --- | --------------------- | -- | -- | -- | -- | -- | -- | --- | --- | ----- |
|  |  | 1.  | El Nacional           | 22 | 14 | 2  | 6  | 40 | 25 | +15 | 34  | 1     |
|  |  | 2.  | Barcelona             | 22 | 9  | 10 | 3  | 30 | 16 | +14 | 28  | 1     |
|  |  | 3.  | Emelec                | 22 | 9  | 8  | 5  | 27 | 22 | +5  | 26  | 0.5   |
|  |  | 4.  | Deportivo Quito       | 22 | 10 | 5  | 7  | 26 | 16 | +10 | 25  | 0.5   |
|  |  | 5.  | Macará                | 22 | 8  | 8  | 6  | 24 | 23 | +1  | 25  |       |
|  |  | 6.  | Liga de Quito         | 22 | 7  | 7  | 8  | 32 | 27 | +5  | 23  |       |
|  |  | 7.  | Filanbanco            | 22 | 7  | 5  | 10 | 31 | 33 | -2  | 22  |       |
|  |  | 8.  | Aucas                 | 22 | 8  | 7  | 7  | 22 | 31 | -9  | 21  | -2    |
|  |  | 9.  | Deportivo Cuenca      | 22 | 6  | 7  | 9  | 24 | 31 | -7  | 20  |       |
|  |  | 10. | Liga de Portoviejo    | 22 | 6  | 6  | 10 | 19 | 31 | -12 | 18  | -0.5  |
|  |  | 11. | Técnico Universitario | 22 | 5  | 7  | 10 | 22 | 29 | -9  | 16  | -0,5  |
|  |  | 12. | Audaz Octubrino       | 22 | 3  | 8  | 11 | 25 | 36 | -11 | 7   |       |

PJ = Partidos jugados; PG = Partidos ganados; PE = Partidos empatados; PP = Partidos perdidos; GF = Goles a favor; GC = Goles en contra; DG = Diferencia de gol; PTS = Puntos; PB/PP = Puntos de bonificación/Puntos de Penalización
|  | Clasificaron al Hexagonal final.              |
|  | Clasificaron al Cuadrangular del No Descenso. |
|  | Descendió a la Serie B.                       |

## Segunda etapa

### Relevo semestral de clubes
| Pos. | de la Primera etapa de la Serie A |
| ---- | --------------------------------- |
| 12º  | Audaz Octubrino                   |

| Pos. | de la Primera etapa de la Serie B |
| ---- | --------------------------------- |
| 1º   | Delfín                            |

### Datos de los clubes
| Equipo                | Ciudad                                                | Provincia  |
| --------------------- | ----------------------------------------------------- | ---------- |
| Aucas                 | Quito                                                 | Pichincha  |
| Barcelona             | Guayaquil                                             | Guayas     |
| Delfín                | [[Archivo:\|20x20px\|border\|Bandera de Manta]] Manta | Manabí     |
| Deportivo Cuenca      | Cuenca                                                | Azuay      |
| Deportivo Quito       | Quito                                                 | Pichincha  |
| El Nacional           | Quito                                                 | Pichincha  |
| Emelec                | Guayaquil                                             | Guayas     |
| Filanbanco            | Guayaquil / Milagro                                   | Guayas     |
| Liga de Portoviejo    | Portoviejo                                            | Manabí     |
| Liga de Quito         | Quito                                                 | Pichincha  |
| Macará                | Ambato                                                | Tungurahua |
| Técnico Universitario | Ambato                                                | Tungurahua |

### Equipos por ubicación geográfica
| Provincia  | N.º | Equipos                                                 |
| ---------- | --- | ------------------------------------------------------- |
| Pichincha  | 4   | - Aucas - Deportivo Quito - El Nacional - Liga de Quito |
| Guayas     | 3   | - Barcelona - Emelec - Filanbanco                       |
| Manabí     | 2   | - Delfín - Liga de Portoviejo                           |
| Tungurahua | 2   | - Macará - Técnico Universitario                        |
| Azuay      | 1   | - Deportivo Cuenca                                      |

| Delfín Liga de Portoviejo Barcelona Emelec Filanbanco Liga de Quito El Nacional Deportivo Quito Aucas Deportivo Cuenca Macará Técnico Universitario |

### Partidos y resultados
| Fecha 1    | Fecha 1            | Fecha 1   | Fecha 1               |
| Fecha      | Equipo Local       | Resultado | Equipo Visitante      |
| ---------- | ------------------ | --------- | --------------------- |
| 2 de julio | Aucas              | 3 - 0     | Delfín                |
| 2 de julio | Liga de Quito      | 1 - 0     | Deportivo Quito       |
| 2 de julio | Deportivo Cuenca   | 2 - 0     | El Nacional           |
| 2 de julio | Liga de Portoviejo | 0 - 1     | Barcelona             |
| 2 de julio | Macará             | 4 - 1     | Emelec                |
| 2 de julio | Filanbanco         | 4 - 1     | Técnico Universitario |

| Fecha 2    | Fecha 2               | Fecha 2   | Fecha 2            |
| Fecha      | Equipo Local          | Resultado | Equipo Visitante   |
| ---------- | --------------------- | --------- | ------------------ |
| 8 de julio | El Nacional           | 1 - 1     | Aucas              |
| 8 de julio | Técnico Universitario | 0 - 1     | Deportivo Quito    |
| 8 de julio | Liga de Quito         | 1 - 0     | Liga de Portoviejo |
| 8 de julio | Filanbanco            | 4 - 2     | Barcelona          |
| 9 de julio | Delfín                | 2 - 1     | Macará             |
| 9 de julio | Emelec                | 2 - 0     | Deportivo Cuenca   |

| Fecha 3     | Fecha 3            | Fecha 3   | Fecha 3               |
| Fecha       | Equipo Local       | Resultado | Equipo Visitante      |
| ----------- | ------------------ | --------- | --------------------- |
| 6 de julio  | Liga de Portoviejo | 1 - 1     | Técnico Universitario |
| 15 de julio | Barcelona          | 2 - 1     | Liga de Quito         |
| 16 de julio | Deportivo Cuenca   | 1 - 3     | Delfín                |
| 16 de julio | Deportivo Quito    | 6 - 1     | Filanbanco            |
| 16 de julio | Macará             | 3 - 3     | Aucas                 |
| 16 de julio | El Nacional        | 2 - 0     | Emelec                |

| Fecha 4     | Fecha 4       | Fecha 4   | Fecha 4               |
| Fecha       | Equipo Local  | Resultado | Equipo Visitante      |
| ----------- | ------------- | --------- | --------------------- |
| 22 de julio | Liga de Quito | 1 - 1     | Técnico Universitario |
| 22 de julio | Aucas         | 3 - 1     | Deportivo Cuenca      |
| 23 de julio | Macará        | 3 - 2     | El Nacional           |
| 23 de julio | Delfín        | 1 - 0     | Emelec                |
| 23 de julio | Filanbanco    | 3 - 0     | Liga de Portoviejo    |
| 23 de julio | Barcelona     | 1 - 0     | Deportivo Quito       |

| Fecha 5     | Fecha 5               | Fecha 5   | Fecha 5          |
| Fecha       | Equipo Local          | Resultado | Equipo Visitante |
| ----------- | --------------------- | --------- | ---------------- |
| 29 de julio | Deportivo Cuenca      | 2 - 0     | Macará           |
| 29 de julio | Técnico Universitario | 1 - 1     | Barcelona        |
| 30 de julio | El Nacional           | 0 - 0     | Delfín           |
| 30 de julio | Liga de Quito         | 2 - 1     | Filanbanco       |
| 30 de julio | Emelec                | 2 - 0     | Aucas            |
| 30 de julio | Liga de Portoviejo    | 0 - 0     | Deportivo Quito  |

| Fecha 6     | Fecha 6               | Fecha 6   | Fecha 6            |
| Fecha       | Equipo Local          | Resultado | Equipo Visitante   |
| ----------- | --------------------- | --------- | ------------------ |
| 5 de agosto | El Nacional           | 3 - 1     | Deportivo Cuenca   |
| 5 de agosto | Deportivo Quito       | 1 - 1     | Liga de Quito      |
| 6 de agosto | Delfín                | 1 - 2     | Aucas              |
| 6 de agosto | Técnico Universitario | 1 - 0     | Filanbanco         |
| 6 de agosto | Emelec                | 2 - 1     | Macará             |
| 6 de agosto | Barcelona             | 2 - 4     | Liga de Portoviejo |

| Fecha 7      | Fecha 7            | Fecha 7   | Fecha 7               |
| Fecha        | Equipo Local       | Resultado | Equipo Visitante      |
| ------------ | ------------------ | --------- | --------------------- |
| 12 de agosto | Aucas              | 0 - 3     | El Nacional           |
| 12 de agosto | Deportivo Quito    | 3 - 0     | Técnico Universitario |
| 13 de agosto | Macará             | 4 - 0     | Delfín                |
| 13 de agosto | Liga de Portoviejo | 1 - 1     | Liga de Quito         |
| 13 de agosto | Deportivo Cuenca   | 1 - 0     | Emelec                |
| 13 de agosto | Barcelona          | 0 - 0     | Filanbanco            |

| Fecha 8      | Fecha 8               | Fecha 8   | Fecha 8            |
| Fecha        | Equipo Local          | Resultado | Equipo Visitante   |
| ------------ | --------------------- | --------- | ------------------ |
| 19 de agosto | Aucas                 | 1 - 1     | Macará             |
| 19 de agosto | Liga de Quito         | 1 - 0     | Barcelona          |
| 19 de agosto | Emelec                | 1 - 1     | El Nacional        |
| 20 de agosto | Técnico Universitario | 2 - 2     | Liga de Portoviejo |
| 20 de agosto | Delfín                | 2 - 0     | Deportivo Cuenca   |
| 20 de agosto | Filanbanco            | 4 - 2     | Deportivo Quito    |

| Fecha 9      | Fecha 9               | Fecha 9   | Fecha 9          |
| Fecha        | Equipo Local          | Resultado | Equipo Visitante |
| ------------ | --------------------- | --------- | ---------------- |
| 26 de agosto | El Nacional           | 0 - 0     | Macará           |
| 26 de agosto | Deportivo Quito       | 0 - 0     | Barcelona        |
| 26 de agosto | Emelec                | 3 - 2     | Delfín           |
| 26 de agosto | Deportivo Cuenca      | 3 - 1     | Aucas            |
| 27 de agosto | Técnico Universitario | 1 - 1     | Liga de Quito    |
| 27 de agosto | Liga de Portoviejo    | 0 - 3     | Filanbanco       |

| Fecha 10        | Fecha 10        | Fecha 10  | Fecha 10              |
| Fecha           | Equipo Local    | Resultado | Equipo Visitante      |
| --------------- | --------------- | --------- | --------------------- |
| 9 de septiembre | Macará          | 2 - 0     | Deportivo Cuenca      |
| 9 de septiembre | Barcelona       | 0 - 0     | Técnico Universitario |
| 9 de septiembre | Aucas           | 3 - 0     | Emelec                |
| 9 de septiembre | Deportivo Quito | 7 - 0     | Liga de Portoviejo    |
| 9 de septiembre | Delfín          | 1 - 0     | El Nacional           |
| 9 de septiembre | Filanbanco      | 1 - 0     | Liga de Quito         |

### Tabla de posiciones
Grupo 1
|  |  |    | Equipo           | PJ | PG | PE | PP | GF | GC | DG | PTS | PB  |
|  |  | -- | ---------------- | -- | -- | -- | -- | -- | -- | -- | --- | --- |
|  |  | 1. | Macará           | 10 | 4  | 3  | 3  | 19 | 13 | +6 | 11  | 0.5 |
|  |  | 2. | Aucas            | 10 | 4  | 3  | 3  | 17 | 15 | +2 | 11  |     |
|  |  | 3. | Delfín           | 10 | 5  | 1  | 4  | 12 | 14 | -2 | 11  |     |
|  |  | 4. | El Nacional      | 10 | 3  | 4  | 3  | 12 | 9  | +2 | 9   |     |
|  |  | 5. | Emelec           | 10 | 4  | 1  | 5  | 12 | 15 | -3 | 8   |     |
|  |  | 6. | Deportivo Cuenca | 10 | 4  | 0  | 6  | 11 | 17 | -6 | 7   |     |

Grupo 2
|  |  |    | Equipo                | PJ | PG | PE | PP | GF | GC | DG  | PTS | PB   |
|  |  | -- | --------------------- | -- | -- | -- | -- | -- | -- | --- | --- | ---- |
|  |  | 1. | Filanbanco            | 10 | 6  | 1  | 3  | 21 | 14 | +7  | 13  | 0.5  |
|  |  | 2. | Liga de Quito         | 10 | 4  | 4  | 2  | 10 | 8  | +2  | 12  |      |
|  |  | 3. | Deportivo Quito       | 10 | 4  | 3  | 3  | 20 | 8  | +12 | 11  |      |
|  |  | 4. | Barcelona             | 10 | 3  | 4  | 3  | 9  | 11 | -2  | 10  |      |
|  |  | 5. | Técnico Universitario | 10 | 1  | 6  | 3  | 8  | 14 | -6  | 8   |      |
|  |  | 6. | Liga de Portoviejo    | 10 | 1  | 4  | 5  | 8  | 21 | -13 | 6   | -0.5 |

PJ = Partidos jugados; PG = Partidos ganados; PE = Partidos empatados; PP = Partidos perdidos; GF = Goles a favor; GC = Goles en contra; DG = Diferencia de gol; PTS = Puntos; PB = Puntos de bonificación
 NOTA: Filanbanco clasificó al Hexagonal final por tener mejor récord en la tabla acumulada.
|  | Clasificaron al Hexagonal final. |

#### Evolución de la clasificación
Grupo 1
Grupo 2

## Cuadrangular del No Descenso

### Partidos y resultados
| Fecha 1          | Fecha 1          | Fecha 1   | Fecha 1               |
| Fecha            | Equipo Local     | Resultado | Equipo Visitante      |
| ---------------- | ---------------- | --------- | --------------------- |
| 16 de septiembre | Deportivo Cuenca | 3 - 0     | Liga de Portoviejo    |
| 17 de septiembre | Aucas            | 2 - 2     | Técnico Universitario |

| Fecha 2          | Fecha 2               | Fecha 2   | Fecha 2          |
| Fecha            | Equipo Local          | Resultado | Equipo Visitante |
| ---------------- | --------------------- | --------- | ---------------- |
| 20 de septiembre | Técnico Universitario | 1 - 0     | Deportivo Cuenca |
| 20 de septiembre | Liga de Portoviejo    | 3 - 2     | Aucas            |

| Fecha 3          | Fecha 3               | Fecha 3   | Fecha 3            |
| Fecha            | Equipo Local          | Resultado | Equipo Visitante   |
| ---------------- | --------------------- | --------- | ------------------ |
| 24 de septiembre | Técnico Universitario | 4 - 1     | Liga de Portoviejo |
| 24 de septiembre | Deportivo Cuenca      | 0 - 1     | Aucas              |

| Fecha 4          | Fecha 4            | Fecha 4   | Fecha 4               |
| Fecha            | Equipo Local       | Resultado | Equipo Visitante      |
| ---------------- | ------------------ | --------- | --------------------- |
| 27 de septiembre | Aucas              | 2 - 1     | Deportivo Cuenca      |
| 27 de septiembre | Liga de Portoviejo | 0 - 0     | Técnico Universitario |

| Fecha 5          | Fecha 5          | Fecha 5   | Fecha 5               |
| Fecha            | Equipo Local     | Resultado | Equipo Visitante      |
| ---------------- | ---------------- | --------- | --------------------- |
| 30 de septiembre | Deportivo Cuenca | 3 - 2     | Técnico Universitario |
| 1 de octubre     | Aucas            | 3 - 0     | Liga de Portoviejo    |

| Fecha 6      | Fecha 6               | Fecha 6   | Fecha 6          |
| Fecha        | Equipo Local          | Resultado | Equipo Visitante |
| ------------ | --------------------- | --------- | ---------------- |
| 8 de octubre | Liga de Portoviejo    | 1 - 0     | Deportivo Cuenca |
| 8 de octubre | Técnico Universitario | 0 - 2     | Aucas            |

### Tabla de posiciones
|  |  |    | Equipo                | PJ | PG | PE | PP | GF | GC | DG | PTS | PP   |
|  |  | -- | --------------------- | -- | -- | -- | -- | -- | -- | -- | --- | ---- |
|  |  | 1. | Aucas                 | 6  | 4  | 1  | 1  | 12 | 6  | +6 | 9   |      |
|  |  | 2. | Técnico Universitario | 6  | 2  | 2  | 2  | 9  | 8  | +1 | 5.5 | -0.5 |
|  |  | 3. | Deportivo Cuenca      | 6  | 2  | 0  | 4  | 7  | 7  | 0  | 4   |      |
|  |  | 4. | Liga de Portoviejo    | 6  | 2  | 1  | 3  | 5  | 12 | -7 | 4   | -1   |

PJ = Partidos jugados; PG = Partidos ganados; PE = Partidos empatados; PP = Partidos perdidos; GF = Goles a favor; GC = Goles en contra; DG = Diferencia de gol; PTS = Puntos; PP = Puntos de Penalización
|  | Descendió a la Serie B. |

## Hexagonal final

### Partidos y resultados
| Fecha 1      | Fecha 1      | Fecha 1   | Fecha 1          |
| Fecha        | Equipo Local | Resultado | Equipo Visitante |
| ------------ | ------------ | --------- | ---------------- |
| 4 de octubre | Filanbanco   | 2 - 1     | Deportivo Quito  |
| 4 de octubre | El Nacional  | 2 - 0     | Macará           |
| 4 de octubre | Barcelona    | 1 - 0     | Emelec           |

| Fecha 2       | Fecha 2         | Fecha 2   | Fecha 2          |
| Fecha         | Equipo Local    | Resultado | Equipo Visitante |
| ------------- | --------------- | --------- | ---------------- |
| 14 de octubre | Macará          | 2 - 1     | Emelec           |
| 15 de octubre | Deportivo Quito | 2 - 1     | El Nacional      |
| 15 de octubre | Filanbanco      | 2 - 2     | Barcelona        |

| Fecha 3       | Fecha 3         | Fecha 3   | Fecha 3          |
| Fecha         | Equipo Local    | Resultado | Equipo Visitante |
| ------------- | --------------- | --------- | ---------------- |
| 22 de octubre | Barcelona       | 2 - 0     | El Nacional      |
| 22 de octubre | Emelec          | 2 - 1     | Filanbanco       |
| 22 de octubre | Deportivo Quito | 1 - 0     | Macará           |

| Fecha 4       | Fecha 4      | Fecha 4   | Fecha 4          |
| Fecha         | Equipo Local | Resultado | Equipo Visitante |
| ------------- | ------------ | --------- | ---------------- |
| 29 de octubre | Emelec       | 3 - 1     | Deportivo Quito  |
| 29 de octubre | Macará       | 2 - 1     | Barcelona        |
| 29 de octubre | El Nacional  | 2 - 1     | Filanbanco       |

| Fecha 5        | Fecha 5      | Fecha 5   | Fecha 5          |
| Fecha          | Equipo Local | Resultado | Equipo Visitante |
| -------------- | ------------ | --------- | ---------------- |
| 5 de noviembre | Filanbanco   | 2 - 2     | Macará           |
| 5 de noviembre | El Nacional  | 3 - 1     | Emelec           |
| 5 de noviembre | Barcelona    | 2 - 0     | Deportivo Quito  |

| Fecha 6         | Fecha 6         | Fecha 6   | Fecha 6          |
| Fecha           | Equipo Local    | Resultado | Equipo Visitante |
| --------------- | --------------- | --------- | ---------------- |
| 11 de noviembre | Macará          | 1 - 1     | El Nacional      |
| 12 de noviembre | Emelec          | 3 - 2     | Barcelona        |
| 12 de noviembre | Deportivo Quito | 1 - 0     | Filanbanco       |

| Fecha 7         | Fecha 7         | Fecha 7   | Fecha 7          |
| Fecha           | Equipo Local    | Resultado | Equipo Visitante |
| --------------- | --------------- | --------- | ---------------- |
| 19 de noviembre | Deportivo Quito | 0 - 0     | Emelec           |
| 19 de noviembre | Barcelona       | 2 - 1     | Macará           |
| 19 de noviembre | Filanbanco      | 3 - 3     | El Nacional      |

| Fecha 8         | Fecha 8      | Fecha 8   | Fecha 8          |
| Fecha           | Equipo Local | Resultado | Equipo Visitante |
| --------------- | ------------ | --------- | ---------------- |
| 25 de noviembre | Macará       | 0 - 3     | Deportivo Quito  |
| 26 de noviembre | Filanbanco   | 0 - 2     | Emelec           |
| 26 de noviembre | El Nacional  | 1 - 1     | Barcelona        |

| Fecha 9        | Fecha 9      | Fecha 9   | Fecha 9          |
| Fecha          | Equipo Local | Resultado | Equipo Visitante |
| -------------- | ------------ | --------- | ---------------- |
| 3 de diciembre | El Nacional  | 2 - 3     | Deportivo Quito  |
| 3 de diciembre | Emelec       | 4 - 1     | Macará           |
| 3 de diciembre | Barcelona    | 2 - 0     | Filanbanco       |

| Fecha 10        | Fecha 10        | Fecha 10  | Fecha 10         |
| Fecha           | Equipo Local    | Resultado | Equipo Visitante |
| --------------- | --------------- | --------- | ---------------- |
| 9 de diciembre  | Macará          | 1 - 1     | Filanbanco       |
| 10 de diciembre | Emelec          | 4 - 2     | El Nacional      |
| 27 de diciembre | Deportivo Quito | 0 - 0     | Barcelona (C)    |

### Tabla de posiciones
|      |  |    | Equipo          | PJ | PG | PE | PP | GF | GC | DG | PTS  | PB  |
| ---- |  | -- | --------------- | -- | -- | -- | -- | -- | -- | -- | ---- | --- |
| (C)  |  | 1. | Barcelona       | 10 | 5  | 3  | 2  | 15 | 9  | +6 | 14   | 1   |
| (SC) |  | 2. | Emelec          | 10 | 6  | 1  | 3  | 22 | 15 | +6 | 13.5 | 0.5 |
|      |  | 3. | Deportivo Quito | 10 | 5  | 2  | 3  | 12 | 10 | +2 | 12.5 | 0.5 |
|      |  | 4. | El Nacional     | 10 | 3  | 3  | 4  | 17 | 18 | -1 | 10   | 1   |
|      |  | 5. | Macará          | 10 | 2  | 3  | 5  | 10 | 18 | -8 | 7.5  | 0.5 |
|      |  | 6. | Filanbanco      | 10 | 1  | 4  | 5  | 12 | 18 | -6 | 6.5  | 0.5 |

PJ = Partidos jugados; PG = Partidos ganados; PE = Partidos empatados; PP = Partidos perdidos; GF = Goles a favor; GC = Goles en contra; DG = Diferencia de gol; PTS = Puntos; PB = Puntos de bonificación
| (C)  | Campeón, clasificó a la Copa Libertadores 1990.    |
| (SC) | Subcampeón, clasificó a la Copa Libertadores 1990. |

### Campeón
|                                             |
|                                             |
| Campeón Barcelona Sporting Club 10.º título |

## Controvertida consecución del título
Barcelona se presentó a definir el campeonato frente a Deportivo Quito el 10 de diciembre de 1989, A los 76 minutos un gol de Carlos Alberto Mendoza le daba la victoria a los locales. Deportivo Quito con la victoria tenía que definir el título nacional contra el Emelec puesto a que este estaba derrotando a El Nacional 4-2 simultáneamente en el Estadio Modelo Guayaquil, a los 83 minutos la hinchada del Deportivo Quito invade la cancha para festejar el triunfo pensando que les daría el título, pero el árbitro central del partido Alfredo Rodas logra evacuar el campo de juego y se reanudan las acciones hasta el minuto 85 cuando la invasión se vuelve imposible de detener por parte de la autoridad. Justo en ese momento se produce un centro y gol de Manuel Uquillas para Barcelona (gol que no fue validado por el árbitro, en medio de la gran confusión que había en ese momento), por la invasión el partido es suspendido. Rodas consignó todo en el informe, el mismo que fue evaluado el martes 12 de diciembre de 1989 en la sede de la Federación Ecuatoriana de Fútbol. La Comisión de Disciplina conformada por Patricio Torres (Universidad Católica), Alex de la Torre (Técnico Universitario) y Marco Arteaga (Filanbanco) sanciona (2 votos a favor y 1 voto en contra) de acuerdo al informe arbitral y decide que deben jugarse los 7 minutos que faltaban para que concluya el partido. Mantiene la expulsión de Alfredo Encalada y sanciones económicas a dirigentes de la AFNA (Jacinto Enríquez) y del Deportivo Quito (Ramiro Espinoza).
Este fallo original no fue aceptado por Barcelona, que se consideró perjudicado. Y su respuesta fue a derecho, acogiéndose al artículo 60 del reglamento del Campeonato Nacional, que decía:
“Si un partido fuere suspendido definitivamente por un árbitro, en razón de la intervención de los espectadores o porque éstos agredan al árbitro, los jueces de línea o los jugadores del equipo rival, el local será sancionado con la pérdida de los puntos, que irán en beneficio de su contendor con un marcador de 2 goles si la diferencia fuere menor el momento de la suspensión, en el caso de que se probare su culpabilidad, a juicio de la Comisión Disciplinaria”.
La decisión quedó a manos del entonces Comité Ejecutivo dirigido por el presidente de la Federación Ecuatoriana de Fútbol Carlos Coello que junto con Augusto Miranda (Asociación de Fútbol No Amateur de Pichincha), Carlos Espinoza (Asociación de Fútbol del Guayas), Carlos Bergman (Asociación de Fútbol Profesional de El Oro) y Luis Garzón (Asociación de Fútbol No Amateur de Esmeraldas), en la reunión del 21 de diciembre de 1989, decide por 3 votos a 2, que el partido debe volverse a jugar íntegramente el día 27 de diciembre de 1989, sin público.
La expulsión del jugador Alfredo Encalada no fue apelada por el Deportivo Quito por lo que se mantuvo.
El 27 de diciembre se llevó a cabo la repetición del partido con un equipo de Barcelona que lo tuvo que encarar sin sus jugadores extranjeros debido a que en sus contratos estaba vigente 15 días de vacaciones luego del domingo 10 de diciembre de 1989 fecha en la que culminaría el campeonato originalmente.
Deportivo Quito también sufrió bajas sensibles debido a lesiones en sus jugadores.
El resultado final fue de 0-0 con el cual Barcelona Sporting Club obtuvo su décima corona en la edición más polémica y escandalosa de la historia del Campeonato Ecuatoriano de Fútbol. No obstante, las controversias son tanto a favor como en contra de ambos bandos, debido a que por reglamento, Barcelona debía ser campeón sin necesidad de que se repita el partido, sin embargo la decisión más imparcial fue que el partido se vuelva a jugar desde cero.

## Goleadores
| Jugador               | Equipo      | Goles |
| --------------------- | ----------- | ----- |
| Ermen Benítez         | El Nacional | 23    |
| Geovanny Mera         | Macará      | 14    |
| Janio Pinto           | Barcelona   | 13    |
| José Vicente Moreno   | El Nacional | 13    |
| Juan Martín Caballero | Aucas       | 12    |
| Raúl Avilés           | Emelec      | 12    |